# Richard Avedon

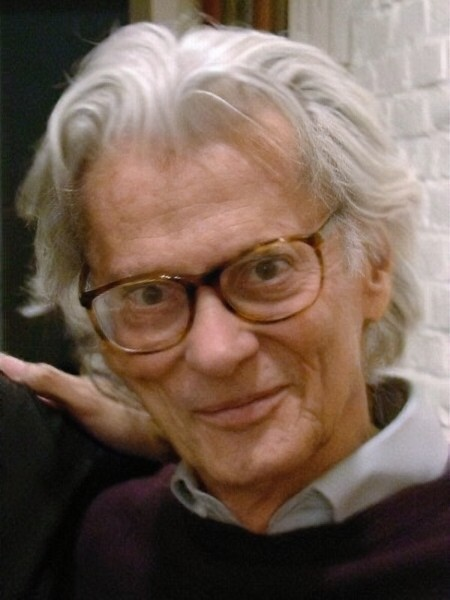
Richard Avedon, 2004

Richard Avedon (* 15. Mai 1923 in New York City; † 1. Oktober 2004 in San Antonio, Texas) war ein US-amerikanischer Fotograf. Er zählt zu den bedeutendsten Fotografen des 20. Jahrhunderts.

## Leben
Richard Avedon wurde als Kind russisch-jüdischer Immigranten geboren. Er betätigte sich mit 14 Jahren zusammen mit James Baldwin als Schriftsteller. Nach seiner Zeit beim Militär studierte Avedon bei Alexey Brodovitch in New York am Design Laboratory. Seinen ersten Auftrag als Fotograf erhielt er von der Fotografin Lillian Bassman, die für die Zeitschrift Junior Bazaar als künstlerische Leiterin tätig war. Im Jahre 1946 gründete er das Richard Avedon Studio in New York; er arbeitete fortan für den New Yorker und fotografierte für ihn hauptsächlich Porträts. Von 1945 bis 1965 war er als Fotograf für die Modezeitschrift Harper’s Bazaar tätig, bei der er stark durch den Stil der Fotografin Louise Dahl-Wolfe geprägt wurde. Ab 1947 arbeitete Avedon auch für Vogue.
Bereits 1950 verlieh ihm der Art Directors Club in New York die Highest Achievement Medal. Avedons Karriere wurde 1957 in dem Musical Ein süßer Fratz verfilmt. Fred Astaire spielte dabei die Rolle des Modefotografen Dick Avery. Avedon selbst arbeitete als visueller Berater am Film mit.
Avedon wurde zunächst als Modefotograf bekannt, wobei er durch seine fantasievolle Gestaltung wegweisend wirkte. Er war der Erste, der das Studio verließ und Haute Couture in alltäglicher Umgebung fotografierte. Bekannt wurde sein Bild zur Dior-Collection, auf dem das US-amerikanische Fotomodell Dovima in einem Stall vor angeketteten Zirkuselefanten posiert.
Neben der Modefotografie wandte Avedon sich der Porträtfotografie zu. Er dokumentierte Protagonisten der US-Bürgerrechtsbewegung in den Südstaaten im Jahr 1963. Er ging in Kliniken und porträtierte dort psychisch kranke Menschen und fotografierte vietnamesische Kinder, die im Krieg von Napalm verbrannt worden waren.
Avedon war Mitglied in der American Academy of Arts and Sciences (2001).
In erster Ehe war er mit dem Model und der Schauspielerin Doe Avedon verheiratet. Im Jahre 1951 heiratete er Evelyn Franklin, mit der er einen Sohn, John Avedon, hatte. Sie starb am 13. März 2004.
Avedon starb am 1. Oktober 2004 mit 81 Jahren an den Folgen einer Hirnblutung in Texas, als er dort für eine Wahlkampf-Reportage fotografierte.

## Werk
Avedons Porträtfotografien sind berühmt für die enorme Offenheit, die die inneren Stärken und Schwächen der abgelichteten Personen erkennen lassen. Den Gipfel dieser Offenheit erreichte er wohl mit einer Serie (es sind die letzten sieben Bilder im Band Portraits), die die Öffentlichkeit schockierte: Über den Zeitraum von Monaten hielt er das langsame Sterben seines Vaters in einer erschütternden und auch heute noch brutal wirkenden Bildfolge fest, die den Verfall dieser starken, geliebten Persönlichkeit bis zum Rückzug auf sich selbst in ungeschönten und sezierend exakten Bildern zeigt.
Während seine Porträts zum Beispiel von unbekannten Wanderarbeitern des amerikanischen Westens (im Buch In the American West) als destruktiv und empörend unamerikanisch empfunden wurden, legten viele Persönlichkeiten aus Politik und Kultur Wert darauf, von ihm fotografiert zu werden. Dabei entstanden oft Bilder, die ins kollektive Gedächtnis eingegangen sind, zum Beispiel von Ezra Pound, Marilyn Monroe, Charlie Chaplin, Brigitte Bardot, Rudolf Nurejew, Allen Ginsberg, The Beatles, Igor Strawinsky, John Ford oder Henry Kissinger (der vor der Sitzung Avedon gebeten haben soll: „Seien Sie gnädig mit mir!“).
Sein puristischer Stil der späteren Jahre war von der Arbeit mit einer Großformatkamera gekennzeichnet, mit der er die Porträtierten vor einer weißen Leinwand und ohne alle weiteren technischen Hilfsmittel ablichtete.
Zu seinen neueren Arbeiten gehört die Serie Brandenburg Gate, in der er in der Silvesternacht 1989 die feiernde Menschenmenge am Brandenburger Tor in widersprüchlichen, reduzierten Bildern festhielt.
Unzählige Ausstellungen, Retrospektiven und Preise würdigten Richard Avedons schöpferische Kraft und Originalität.
Sein Buch Evidence: 1944–1994 wurde mit dem französischen Fotopreis Prix Nadar ausgezeichnet.

## Zitat
„Ohne Fotografie ist der Moment für immer verloren, so als ob es ihn nie gegeben hätte.“

## Werke
- Observations, Text von Truman Capote, Simon and Schuster, Inc., 1959.
- Nothing Personal, Text von James Baldwin, Atheneum. 1964.
- Im Hinblick, mit Texten von James Baldwin. Luzern: Bucher 1969.
- Portraits, New York: Farrar, Straus & Giroux 1976; deutsch: München 2003.
- Photographs 1947–1977, 30 years of his fashion photographs, Essay von Harold Brodkey, Farrar, Straus & Giroux. 1978.
- In the American West 1985.
- Richard Avedon, Katalog (Portraits) zur Ausstellung anl. der Verleihung des Hasselblad-Preises, Göteborg 1991.
- An Autobiography, Random House, Inc. 1993.
- Evidence: 1944–1994, mit Essays von Jane Livingston und Adam Gopnik, Random House, Inc. 1994.
- The Sixties, Richard Avedon and Doon Arbus, Random House, Inc. 1999.
- The Kennedys: Portrait of a Family, Text: S. Th. Perich, Preface: R. Dallek.
  - deutsch: Die Kennedys. Porträt einer Familie, Verlag Schirmer/Mosel, München 2007, ISBN 978-3-8296-0322-5.

## Ausstellungen
- 2008: Martin-Gropius-Bau, Berlin
- 2008: Galerie nationale du Jeu de Paume, Paris
- 2014: Museum Brandhorst, München[5]
- 2022: Palazzo Reale, Mailand[6]